# Iberovaranus catalaunicus
Iberovaranus catalaunicus — вид ящірок родини варанових (Varanidae). Він жив у середньому міоцені (Orleaniano, близько 18 мільйонів років тому). Його викопні останки були знайдені на Піренейському півострові (Іспанія і Португалія).

## Опис
Вид дуже схожий на нинішніх варанів Varanus. Ящірка була середнього розміру (довжина близько 1 до 1,5 метрів), з подовженим тілом, ноги відносно довгі, а голова маленька. Основні відмінності в порівнянні з родом Varanus в хребцях: невральні дуги були довші, а відростки вужчі.